# Стрибіж
Стрибі́ж — село в Україні, в Житомирському районі Житомирської області. Раніше — Пулинської волості, Житомирського повіту, Волинської губернії.
Назва ймовірно походить від імені слов'янського бога Стрибога.

## Історія
Селище німців-колоністів, розташоване на березі річки Світлиця.

### У складі Великого князівства Литовського та Речі Посполитої
Слобода Стрибіж Київського воєводства у власності сандомирського воєводи князя Владислава-Домініка Заславського згадується 1642 року в документах про втечу селян.
Згадується 1646 року в Протестації міщан містечка Вільська, власне Стрибіжа (польськ. — Strybież, Striberz) та інших сіл на жовнірів королівського капітана Руберта Дефосого, які йдучи до м. Києва, по дорозі вчинили насильство над підданими князя Владислава-Домініка Заславського.
У 1650 році село у володінні Воєводи Краківського князя Владислава Домініка Заславського-Острозького налічувало 35 димів.
У актах Люстрації подимного Житомирського повіту 1683 року вказано маєтність пана Радлінського (польськ. — Radliński) Стрибіж, в якій шість димів (хат), з них 2 злотих; дві хати селян, з яких також 2 злотих.
Згідно подимного реєстру, у селі на 1724 рік нараховувалось 8 димів.
З 1755 року село входило до складу Чуднівського ключа.
Також згадується у 1784 році в купчій відомості, виданій селянином Кіндратом Стрильченком Ільку Желязнюку на власну землю — урочище Кузьминський Острів, що засвідчили Іван та Моїсей Стрильченки.
В селі Стрибіж, коли зігнали народ на збори по колективізації, 250 жінок (!) напали на бібліотеку, де лежала агітаційна література, знищили її, і знищили списки "приписників", а потім з камінням кинулись на колгоспників. Аби оцінити масовість виступу, досить вказати, що на початку 70-х років у Стрибежі числилося 246 дворів.

### У складі Російської імперії
Власником села був Вінцентій-Кароль Бущинський гербу Стремено (пол. — Wincenty-Karol Buszczynski).
За ревізією 1834 в селі Стрибіж у поміщика Никодима Петровича Єзерського гербу Рогаля (пол. — Nikodem Hugo Lewald Jezierski), налічувалось 398 душ кріпаків. А на хуторі Сіриків у Варвари Садовської налічувалось 308 чоловік.
Никодим Петрович — дворянин, колишній депутат Волинського дворянського зібрання. На 1854 рік Стрибіж належав його донькам Бальбіні, Цезарині та Дороті.
1859 року на кошти прихожан побудовано дерев'яну церкву святої Параскеви.
1882 року в Стрибіжі відбулося селянське заворушення, для придушення якого були викликані війська.
Станом на 1885 рік у колишньому власницькому містечку Пулинської волості Житомирського повіту Волинської губернії мешкало 578 осіб, налічувалось 71 дворове господарство, існували православна церква та постоялий будинок.
За переписом 1897 року кількість мешканців зросла до 859 осіб (421 чоловічої статі та 438 — жіночої), з яких 811 — православної віри.
У 1897 році було побудовано німецький вітряний млин.
У 1895 році в селах Стрибізької церковної парафії проживало 2816 чоловік, а дітей віком від семи до чотирнадцяти років нараховувалося 280. Того року було відкрито церковно-парафіяльну школу, в якій навчалось лише 32 учні, в тому числі 26 хлопчиків. Законовчителем працював випускник Волинської духовної семінарії Володимир Теодорович, вчителькою Людмила Масюкевич, яка закінчила Житомирську жіночу гімназію.
На території Стрибізької парафії проживало близько двох тисяч німців-колоністів і 1,5 тисячі римо-католиків. Тому тут діяло п'ять німецьких шкіл.

### У складі УРСР
Радянська окупація в селі почалась у січні 1918 року.
1923 року в селі створено сільську раду, з 7 березня 1923 року село у складі Пулинського району Житомирської округи. 1932 року село у складі району увійшло до Київської області, з 17 жовтня 1935 року воно у складі Червоноармійського району Київської області. 22 вересня 1937 року район та село увійшло до Житомирської області. Наприкінці грудня 1962 року село було передано до складу Новоград-Волинського, з 4 травня 1965 року — Житомирського району. 8 грудня 1966 року Стрибіж було передано до Червоноармійського району.
Далеко не усі селяни підтримали колективізацію 1928—1933  років. Так, в березні 1930 року Генсеку Косіору доповідали про масові виходи людей із колгоспів, в тому числі і в Стрибіжі. Окрім того, 250 жінок знищили у бібліотеці села знищили плани і книжки приписників та побили колгоспників.
У 1950-х роках тут з'являється дитячий садок.

#### Голодомор 1932—1933 років
Серед місцевих мешканців теж були постраждалі за часів Голодомору.
Друга світова війна
На фронтах у лавах Червоної армії боролися 236 жителів селища, 60 з яких загинули.

Упродовж 1941—1943 років у селі діяв центр Червоноармійської районної ОУН, була створена добровільна організація бійців УПА під приводом Степана Сірка, більшість складали місцеві мешканці. Серед них — очільник стрибізької станції Василь Олександрович Гребенюк 1922 р. н. («Шума») з куркулів, репресований НКВС в 1938 році. Інші учасники — Микола Онуфрійович Мартинчук 1922 р. н. («Кармелюк»), Іван Панасович Сірик 1919 р. н. («Троян»), Іван Григорович Стрельченко 1919 р. н. («Колос»), заступник політрука Червоної армії Олександр Трохимович Стрельченко 1923 р. н. («Черняк»), Федір Давидович Степарук 1910 р. н. та інші.. Григорій Іванович Вайтман 1898 р. н., торговець-єврей, що прийняв православ'я у 1919 році, з серпня 1943 року надавав свій будинок іншим учасникам, переважно жителям села Бураківка, допомагав харчовими продуктами та ліками. Зі слів звинувачених, робота підпільників полягала у
…збиранні зброї для УПА, вербуванні земляків до лав ОУН і УПА, організації терору проти партизанів та їх сімей і загалом громадян, співчуваючих радянській владі — службовців НКВС і міліції, працівників радянських органів влади, голів сільрад та колгоспів».
26—27 квітня 1944 року трибунал військ НКВС Українського округу засудив до смертної кари вище перерахованих діячів, а Григорія Вайтмана — до 20 років каторжних робіт.
Остаточна дата звільнення села від німецьких загарбників — 1 січня 1944 року в ході Житомирсько-Бердичівської наступальної операції, військами 351 стрілецької дивізії 60-ї армії.

## Населення

### Мова
Розподіл населення за рідною мовою за даними перепису 2001 року:
| Мова       | Кількість | Відсоток |
| ---------- | --------- | -------- |
| українська | 714       | 98.62%   |
| російська  | 10        | 1.38%    |
| Усього     | 724       | 100%     |

## Інше
У вересні 2014 року спільним проектом громади села з ЄС/ПРООН у Стрибіжі встановлено вуличне освітлення з використанням сонячної енергії. Яка вже 2023 році не працює (бездіяльність влади).

## Освіта
- Стрибізький ліцей
- Стрибізький дошкільний навчальний заклад «Сонечко»;
- Стрибізька ДЮСШ.

## Відомі люди
- Ельфріда Ройш (1924 р.н.) — поетеса;
- Яків Леонтійович Романчук (1930 р.н.) — депутат районної ради та голова районного товариства «За здоровий спосіб життя».

## Галерея

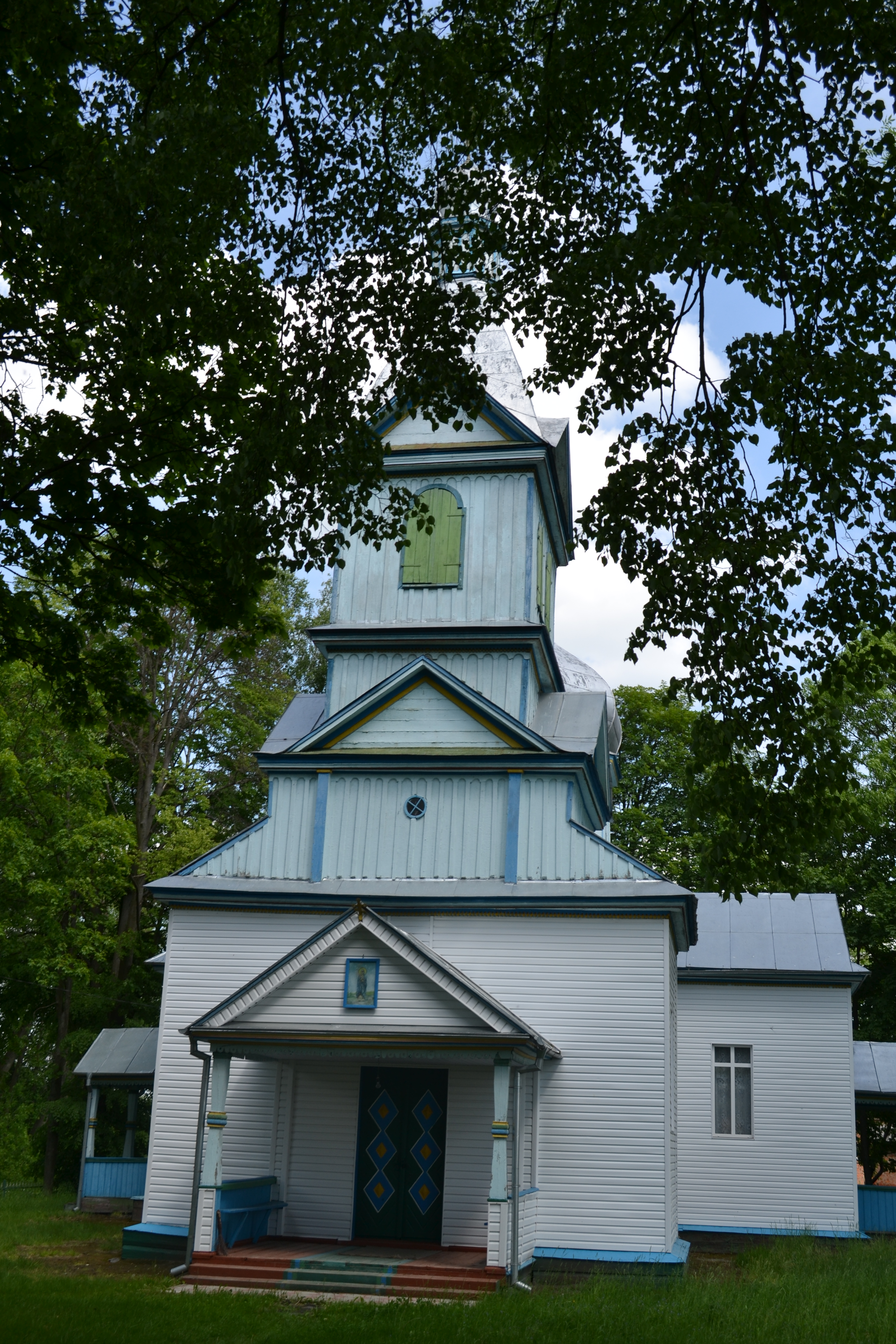
Церква Параскеви
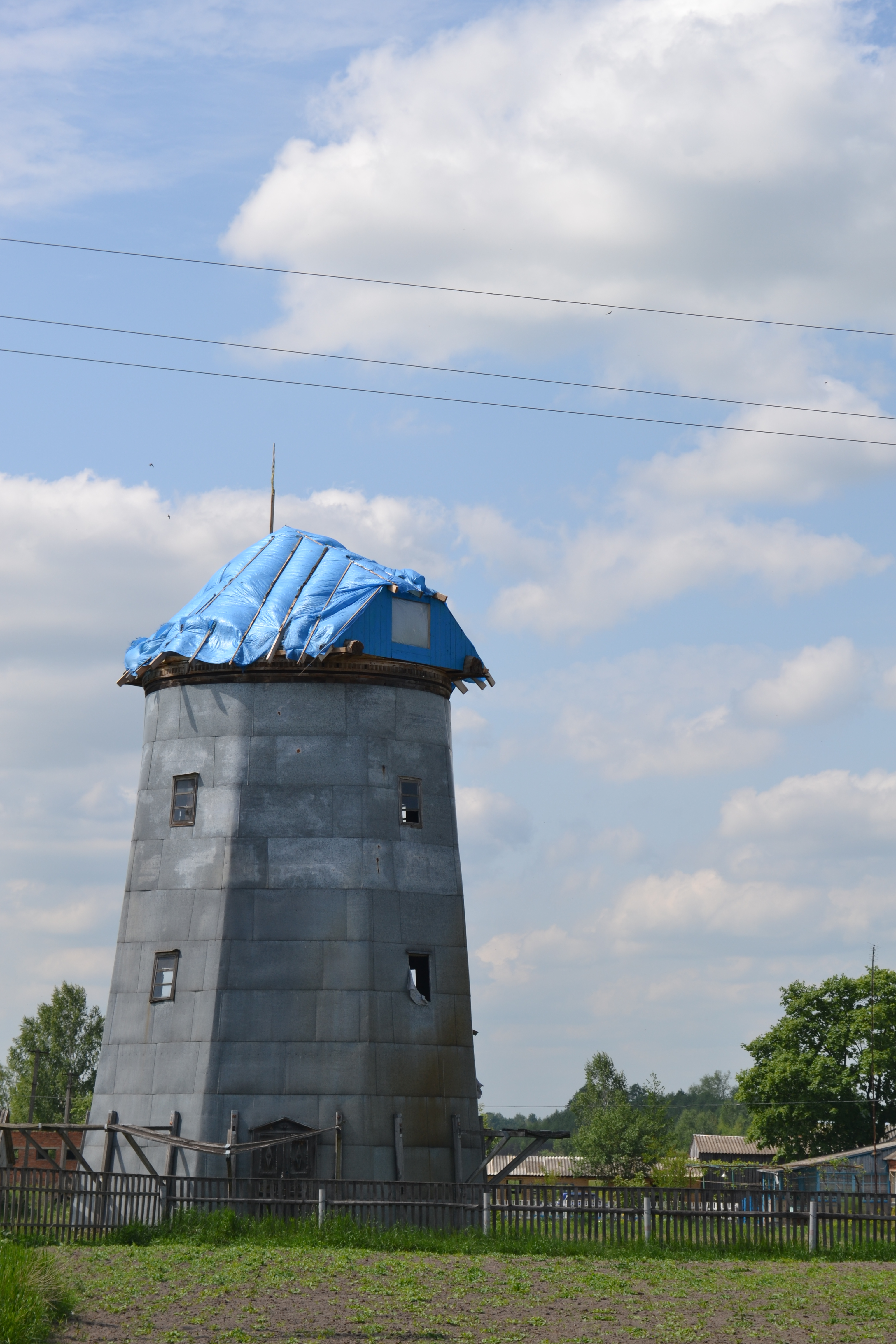
Німецький млин